# Bettina M. Pause

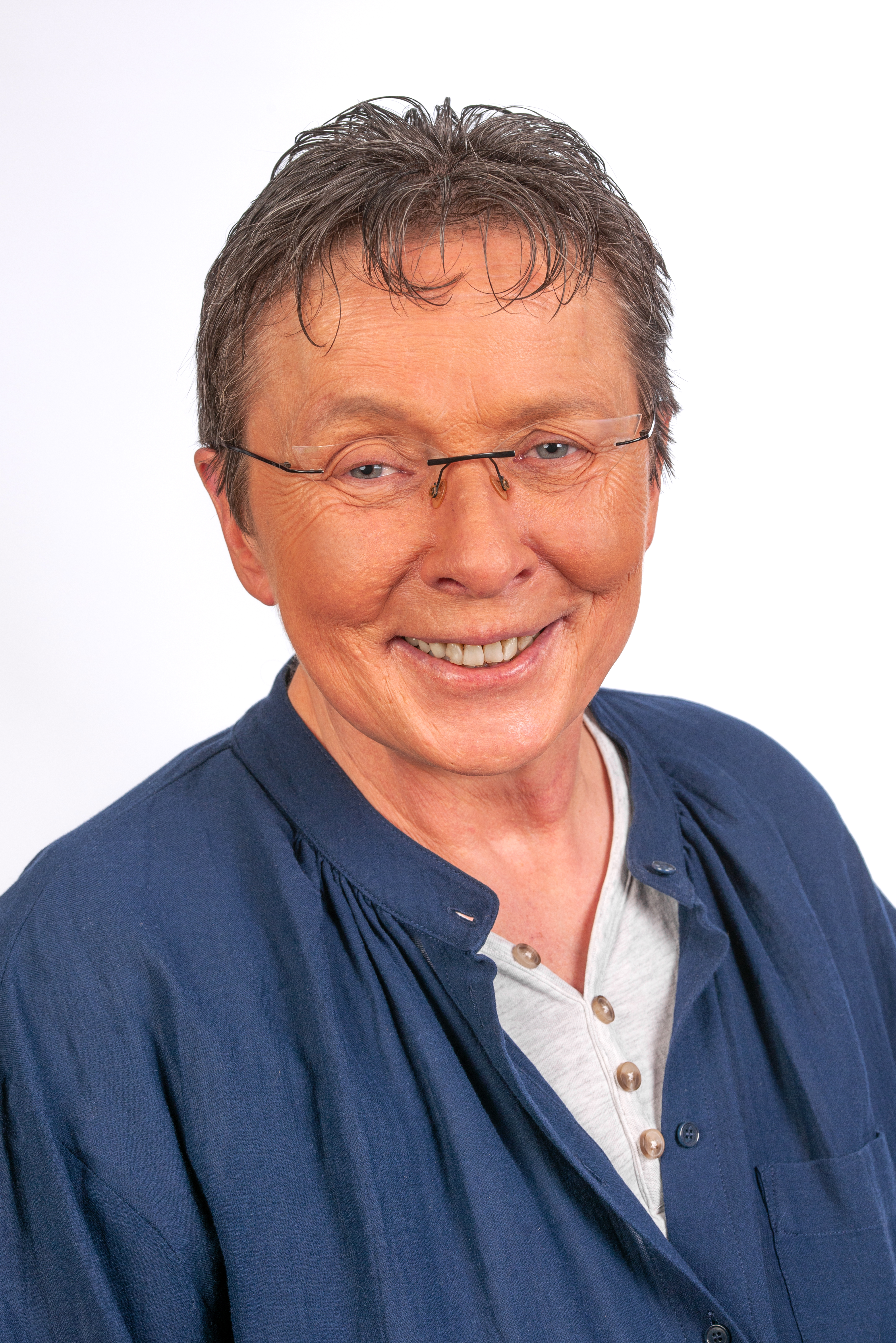
Bettina M. Pause, 2022

Bettina Maxi Pause (* 27. Mai 1962 in Eutin, Ostholstein) ist eine deutsche Psychologin und Geruchsforscherin.

## Leben
Bettina Maxi Pause wuchs in Eutin bei ihren Eltern mit zwei Geschwistern auf. 1973 wurde sie vom Gymnasium der Stadt Eutin, der Carl-Maria-von-Weber-Schule, wegen mangelnder Denkfähigkeit verwiesen. Die Allgemeine Hochschulreife (Abitur) erlangte sie 1982 auf dem 2. Bildungsweg am Fachgymnasium Eutin. Danach begann sie eine Ausbildung zur Biologielaborantin am Institut für Virusforschung und experimentelle Medizin bei Andreas Lembke in Eutin-Sielbeck. Ab 1983 arbeitete sie in diesem Institut als wissenschaftliche Hilfskraft und publizierte mit Lembke ihre ersten Arbeiten zur Mikrobiologie der Zahnkaries. Von 1990 bis 1992 führte sie als wissenschaftliche Assistentin eigene Versuchsreihen zum Einfluss von Ernährung auf Zahnkaries durch.
1983 bis 1990 studierte Pause am Institut für Psychologie der Christian-Albrechts-Universität (CAU) zu Kiel das Hauptfach Psychologie, mit den Nebenfächern Anthropologie, Philosophie, Physiologie und Psychopathologie. In ihrer Studienzeit hat sie sich u. a. beim Frauennotruf Kiel dafür engagiert, dass das Thema Gewalt gegen Frauen in den Medien und im Stadtrat fokussiert wurde. Im Anschluss an ihr Studium promovierte sie in Kiel in den Fächern Psychologie, Toxikologie und Zellbiologie. Ihre Dissertation schrieb sie bei Roman Ferstl über die zentralnervöse Geruchsverarbeitung beim Menschen. In dieser ersten Forschungsphase betonte sie die Subjektivität und Emotionalität von Geruchsverarbeitung, die sie mit Hilfe von elektroenzephalografischen Methoden herausarbeitete.
Die Faszination über die enge Verzahnung von geruchlicher und emotionaler Verarbeitung mündete in einer Reihe von Studien über Auffälligkeiten der Geruchswahrnehmung bei Patienten mit Störungen der Affektverarbeitung. Pause hat in dieser zweiten Forschungsphase, im Rahmen ihrer Habilitation, u. a. ein Erklärungsmodell für den Zusammenhang von Depression und Geruch erstellt, und damit eine umfassende Forschungsbewegung zu diesem Thema begründet.
2005 wurde Pause als Professorin für Biologische und Sozialpsychologie an das Institut für Experimentelle Psychologie der Heinrich-Heine Universität Düsseldorf berufen. Dort begann ihre dritte Forschungsphase mit Schwerpunkt auf sozialen Emotionen. Sie entwickelte den Forschungsschwerpunkt „Chemische Emotionsübertragung beim Menschen“, der in Folge von internationalen Forschergruppen aufgenommen wurde. Soziale Verbindungen und deren Verlust im Kontext von Einsamkeit sind bis heute ihre zentralen Forschungsthemen. In diesem Zusammenhang kritisiert sie auch die Maßnahmen zur sozialen Isolation im Rahmen der Corona-Politik.
Laut ResearchGate gehört Pause zu den Top 5 % aller Wissenschaftler, über alle Disziplinen hinweg. Ihre etwa 100 wissenschaftlichen Originalarbeiten wurden von anderen Forschenden mehrere tausendmal zitiert.
Pause lebt mit ihrer Ehefrau Gudrun Pause in Glückstadt an der Elbe.

## Mitgliedschaften, Funktionen und Auszeichnungen
Pause ist seit 2010 Vorstandsmitglied der DHV (Deutscher Hochschulverband) -Gruppe Düsseldorf und Mitglied des DHV Landeskonvents NRW. Sie hat sich u. a. gemeinsam mit dem DHV dafür starkgemacht, dass die Professorenbesoldung (W-Besoldung) nicht unterhalb der Besoldung von wissenschaftlichen Assistenten liegen sollte. Die W-Besoldung wurde 2002 unter Bundeskanzler Gerhard Schröder eingeführt, 2013 reformiert, und wird auch heute noch kontrovers diskutiert.
Seit 2020 ist Pause Vorsitzende der Ethikkommission für non-invasive Forschung am Menschen der Mathematisch-Naturwissenschaftlichen Fakultät der Heinrich-Heine-Universität Düsseldorf.
Für ihre Arbeiten zur chemosensorischen Kommunikation von Angstzuständen wurde sie 2009 von der Gesellschaft von Freunden und Förderern der Heinrich-Heine-Universität Düsseldorf mit dem auf 12.500 Euro dotierten Reinhard-Heynen- und Emmi-Heynen-Preis ausgezeichnet. 2009 gelang Pause erstmalig der Nachweis, dass Angst zwischen Menschen chemosensorisch vermittelt werden kann. Vom Auswärtigen Amt der Bundesrepublik Deutschland wurde die Studie am 15. Juli 2009 als Top-Meldung des Tages an die internationale Presse weitergeleitet.

## Werke (Auswahl)
- Die zentralnervöse Geruchsverarbeitung beim Menschen: Zur Differenzierung endogener und exogener Modulatoren der geruchsevozierten Hirnstromaktivität. In: B. Strauß & J. Möller (Hrsg.): Angewandte Psychologie. Band 4. Holos, Bonn 1994, ISBN 3-86097-333-9.
- Human brain activity during the first second after odor presentation. In: C. Rouby, B. Schaal, D. Dubois, R. Gervais & A.Holley (Hrsg.): Olfaction, Taste, and Cognition. Cambridge University Press, New York 2002, S. 309–323, doi:10.1017/CBO9780511546389.027.
- Über den Zusammenhang von Geruch und Emotion und deren Bedeutung für klinisch-psychologische Störungen des Affekts. In: Pabst Science Publishers. Lengerich 2004, ISBN 978-3-89967-189-6.
- Processing of body odor signals by the human brain. In: Chemosensory Perception. Band 5, Nr. 1, 2012, S. 55–63, doi:10.1007/s12078-011-9108-2.
- Human chemosensory communication. In: A. Buettner (Hrsg.): Springer Handbook of Odor. Springer International Publishing, Dordrecht 2017, ISBN 978-3-319-80043-1, S. 987–1002.
- mit Shirley M. Seul: Alles Geruchssache. Wie unsere Nase steuert, was wir wollen und wen wir lieben. Piper, München 2020, ISBN 978-3-492-31850-1.
- mit Shirley M. Seul:Verbundenheit. Das starke Gefühl, das uns glücklich und gesund macht. Scorpio, München 2022, ISBN 978-3-95803-485-3.
- Smelling the basis of social connectedness: Chemosensory communication in humans. In: B. Schaal, B. M. Keller, D. Rekow & F. Damon (Hrsg.): Chemical Signals in Vertebrates 15. Springer, Cham 2023, doi:10.1007/978-3-031-35159-4_13.